# Apodemia paucipuncta
Apodemia paucipuncta är en fjärilsart som beskrevs av Robert Spitz 1930. Apodemia paucipuncta ingår i släktet Apodemia och familjen Riodinidae. Inga underarter finns listade i Catalogue of Life.